# Catedral de Milà
La catedral de Milà, coneguda també com el Duomo de Milà, és la catedral de l'Arquebisbat de Milà, a la Llombardia (Itàlia). Està dedicada a la Nativitat de Santa Maria, és la seu de l'arquebisbe de Milà.
La catedral va trigar gairebé sis segles a completar-se. La construcció va començar el 1386 i els últims detalls es van completar el 1965. És l'església més gran de la República Italiana i una de les més grans del món. La basílica de Sant Pere és més gran, però no està a Itàlia sinó a l'estat sobirà de Ciutat del Vaticà.

## Història
El plànol de la ciutat de Milà, amb els seus carrers que surten del Duomo en forma de radi o circumdant-lo, revela que aquest ja constituïa el centre de la ciutat en l'antiga Roma, anomenada Mediolanum. La primera catedral, la "nova basílica" (basilica nova) dedicada a Santa Tecla d'Iconi, es va acabar el 355 i sembla compartir, a una escala una mica més petita, el plànol de l'església contemporània redescoberta sota Tower Hill a Londres. L'any 836 es va erigir una basílica al costat. L'antic baptisteri paleocristià octogonal, que data del 335, encara es pot visitar a la catedral. Quan el foc va malmetre dos edificis en 1075 van ser reemplaçades pel Duomo, un terme genèric italià que significa Catedral.

### Inici

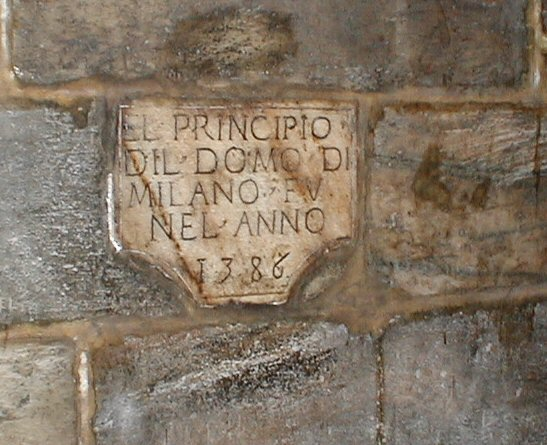
Placa a l'interior de la Catedral que commemora l'inici de la construcció el 1386.

A 1386 l'arquebisbe Antonio da Saluzzo, va començar la construcció de la catedral. El projecte tenia un estil rayonnant gòtic tardà, i per això hi ha a l'edifici molts aspectes insòlits a Itàlia, que pertanyen a la tradició arquitectònica gòtica de Bourges a França amb dobles naus laterals i una arqueria molt alta rematada per finestrals diminuts. Els seus arcs tenen capitells de difícil classificació. L'inici de la construcció que va coincidir amb l'accés al poder a Milà de Gian Galeazzo Visconti, cosí del bisbe, va ser entès com una forma de recompensa a la noblesa i les classes treballadores que havien estat durament reprimides pel seu tirànic predecessor Bernabé Visconti.
Abans que s'iniciessin els treballs de construcció, es van demolir els palaus de l'Arquebisbe, de l'Ordinari i el Baptisteri de Sant Esteve a la Primavera, mentre que l'antiga església de Santa Maria Maggiore va ser usada com a pedrera de pedra.
L'entusiasme pel nou i immens edifici aviat es va estendre entre la població, i l'astut Gian Galeazzo, juntament amb el seu cosí, l'arquebisbe, van saber demanar grans donacions per al progrés del treball. El programa de construcció va ser regulat estrictament per la Fabbrica del Duomo conformat per 300 empleats liderats per l'arquitecte cap Simone da Orsenigo. Galeàs va atorgar a la Fabbrica l'ús exclusiu del marbre de la pedrera de Candoglia i la va eximir d'impostos.
En 1389, es va designar com a arquitecte en cap al francès, Nicolas de Bonaventure, que li va donar a la catedral la seva forta empremta gòtica. Deu anys més tard, un altre francès, Jean Mignot va ser cridat des de París per avaluar i millorar el treball realitzat, ja que els constructors necessitaven ajuda per aixecar les pedres fins a una alçada sense precedents. Mignot declarar tota la feina feta fins aleshores com a pericòlics di ruïna ('perill de ruïna'), fet sine scienzia ('sense saber'). En els següents anys es va comprovar que els pronòstics de Mignot van ser erronis, però de qualsevol manera estimulà als arquitectes de Galeàs a millorar els seus instruments i tècniques. Els treballs van continuar ràpidament i a la mort de Joan Galeàs el 1402, s'havia completat gairebé la meitat de la catedral. No obstant això, la construcció pràcticament va quedar estancada fins a 1480 causa de la falta de diners i idees: els treballs més notables d'aquest període van ser les tombes de Marc Carelli i el Martí V (1424) i les finestres de l'absis (cap a 1470). De les que encara romanen les que representen a Sant Joan Evangelista, obra de Cristoforo de 'Mottis i les de Sant Eligio i Sant Joan de Damasc, ambdues de Niccolò da Varallo. El 1452, sota el govern de Francesc Sforza, es van completar la nau i els passadissos fins al sisè tram.
El 1488, tant Leonardo da Vinci com Donato Bramante van crear models en un concurs per dissenyar la cúpula central; Leonardo va retirar més tard la seva presentació.
Entre 1500 i 1510, sota Ludovico Sforza, va ser completada la cúpula octagonal i es va decorar l'interior amb quatre sèries de quinze estàtues cadascuna que representen sants, profetes, sibil·les i altres personatges de l'Antic Testament. L'exterior romandre en la seva majoria sense decoració, excepte pel Guglietto dell'Amadeo ('Agulleta d'Amadeu') construïda de 1507-1510. Aquesta és una obra mestra renaixentista que no obstant això harmonitza bé amb l'aspecte gòtic general del temple.
Sota el domini espanyol l'edifici va resultar utilitzable tot i que l'interior estava sense acabar i faltaven alguns trams de la nau i el transsepte. En 1552, es va encarregar la construcció d'un gran orgue a Giacomo Antegnati que es va col·locar en el cor nord, i Giuseppe Meda va proporcionar quatre de les setze columnes que van decorar l'àrea de l'altar (el treball va ser completat per Federico Borromeo). A 1562 es van agregar el San Bartolomé de Marco d'Agrate i el famós canelobre Trivulzio (s. XII).

### Borromeo
L'ascens de Borromeo al càrrec de bisbe va significar l'eliminació de tots els monuments laics del temple. Aquests inclouen les tombes de Joan, Bernabé i Felip Maria Visconti, Francesc Sforza i la seva dona Blanca, Galeazzo Maria Sforza i Lluís. No obstant això, la principal intervenció de Borromeo va ser la designació, el 1571, de Pellegrino Tibaldi com a arquitecte en cap –una maniobra discutida que va requerir la revisió dels estatuts de la Fabbrica.
Borromeo i Pellegrini es van esforçar per arribar a un nou aspecte, renaixentista, per a la Catedral, que accentuaria la seva naturalesa romana italiana en detriment de l'estil gòtic considerat estranger. Com que la façana estava en la seva major part incompleta, Pellegrini en va dissenyar una d'estil romà amb columnes, obeliscs i un gran timpà. Quan es va donar a conèixer el disseny de Pellegrini, es va convocar un concurs per al disseny de la façana, que va provocar prop d'una desena d'inscripcions, inclosa una d'Antonio Barca.
Aquest disseny mai va ser portat a terme, però la decoració de l'interior va continuar: entre 1575-1585 el presbiteri va ser reconstruït, mentre que s'afegien nous altars i el baptisteri a la nau. Un cor de fusta va ser construït per a l'altar principal per Francesco Brambilla, un treball acabat el 1614. El 1577, Borromeo va consagrar finalment l'edifici complet com un temple nou, diferent dels de Santa Maria Maggiore i Santa Tecla (que havien estat unificats el 1549 després d'agres disputes).

### Seglexvii

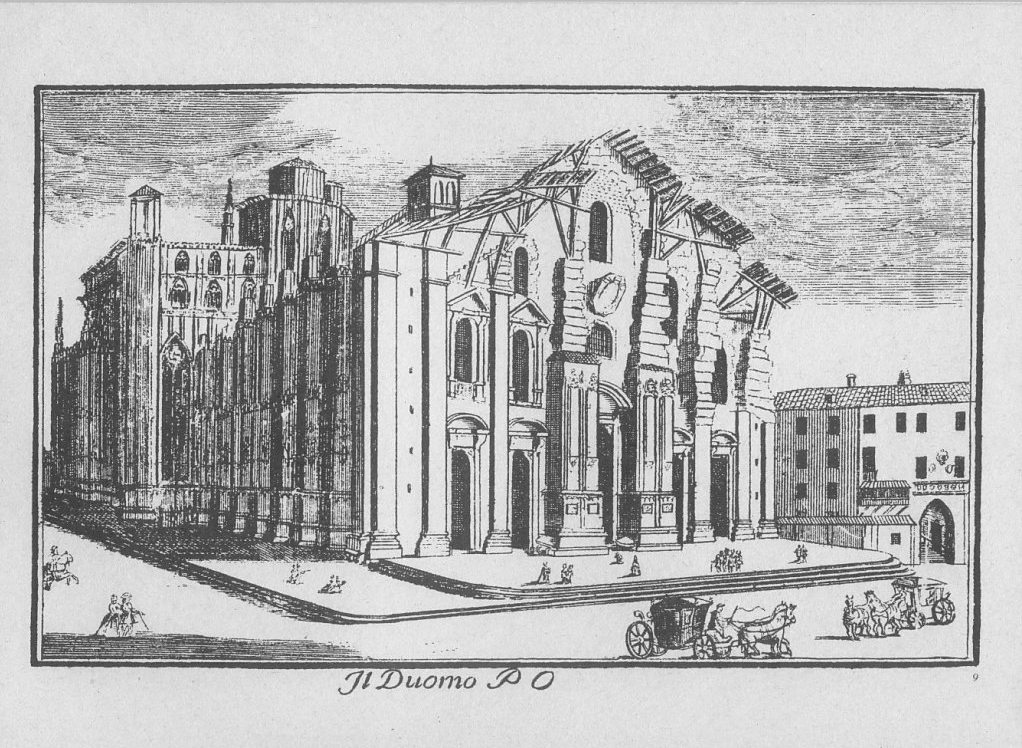
Aspecte de la catedral l'any 1745.

Al començament del segle xvii, el bisbe Federico Borromeo, cosí de Carles, comptava amb les bases de la nova façana realitzades per Francesco Maria Richini i Fabio Mangone. Els treballs van continuar fins a 1638 amb la construcció de cinc portals i dues finestres centrals. Tanmateix, en 1649, el nou arquitecte en cap va introduir una innovació notable: la façana va tornar a l'estil gòtic original, incloent-hi els detalls i acabats de les grans pilastres gòtiques i els dos grans campanars. Es van realitzar altres dissenys, entre d'altres, per Filippo Juvarra (1733) i Luigi Vanvitelli (1745) però cap es va arribar a aplicar. A 1682 es va enderrocar la façana de Santa Maria Maggiore i es va acabar de cobrir el terrat de la catedral.
En 1762 un dels trets principals de la catedral, l'agulla Madonnina, va ser estesa fins a l'alçada de 108,5 metres. L'agulla va ser dissenyada per Carlo Pellicani i llueix a la part superior una famosa estàtua policromada de la Madonnina, dissenyada per Giuseppe Perego que s'adapta a la talla de la catedral. Donat el clima notòriament humit i boirós de Milà, els milanesos consideren que és fa bon temps quan la Madonnina és visible des de la distància, ja que sovint està coberta per la boira.

### Finalització
El 20 de maig de 1805, Napoleó Bonaparte, a punt de ser coronat rei d'Itàlia, va ordenar que la façana fos acabada per Pellicani. En el seu entusiasme, va assegurar que totes les despeses recaurien sobre el tresor francès, que reembolsaría a la Fabbrica per tots els immobles que aquesta hagués de vendre. Encara que mai es va pagar aquest reemborsament, això va ajudar que finalment, en només set anys, la catedral tingués la seva façana acabada. Pellicani va seguir en gran manera el projecte de Buzzi, afegint alguns detalls neogòtics a les finestres superiors. Com a agraïment, es va col·locar una estàtua de Napoleó a la part superior d'una de les agulles. Napoleó va ser coronat rei d'Itàlia al Duomo.
En els següents anys es van construir la majoria dels arcs i espires que mancaven. Es van acabar les estàtues de la paret sud, mentre que entre els anys 1829 i 1858 unes noves vidrieres decoratives van reemplaçar les existents amb resultats menys expressius. Els detalls finals de la catedral van ser acabats ja en el segle XX: l'última porta va ser inaugurada el 6 de gener de 1965. Aquesta data és considerada com el final del procés que ha durat moltes generacions, tot això encara alguns blocs queden sense esculpir esperant ser convertits en estàtues. El bombardeig aliat de Milà a la Segona Guerra Mundial va retardar encara més la construcció. Com moltes altres catedrals de ciutats bombardejades per les forces aliades, el Duomo va patir alguns danys, encara que en menor grau en comparació amb altres edificis importants dels voltants com el Teatre La Scala. Es va reparar ràpidament i es va convertir en un lloc de consol i de reunió per als residents locals desplaçats.
La façana principal del Duomo va ser renovada des de l'any 2003 fins a principis de 2009. El febrer de 2009 va quedar completament descoberta, mostrant de nou els colors del marbre de Candoglia.
Al novembre de 2012, els funcionaris van anunciar una campanya per recaptar fons per a la preservació de la catedral demanant als qui poguessin col·laborar que adoptessin les agulles de l'edifici. Els efectes de la contaminació a l'edifici des del segle XIV comporten un manteniment regular, i les recents retallades d'austeritat al pressupost cultural d'Itàlia han deixat menys diners per al manteniment de les institucions culturals, inclosa la catedral. Per ajudar a recuperar els fons, la direcció del Duomo va llançar una campanya que ofereix les seves 135 torres en "adopció". Els donants que aportin 100.000 euros o més tindran una placa amb el seu nom gravat col·locada a l'agulla.

## Arquitectura i art

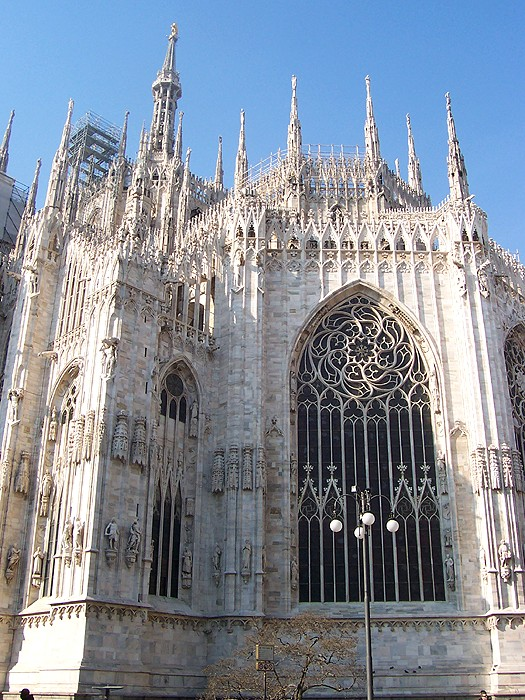
Exterior de l'absis

La catedral de Milà és un temple de grans dimensions, de cinc naus, una central i dues naus laterals per cada un dels costats, amb almenys quaranta pilars travessada per un transsepte seguit pel cor i l'absis. La nau central és molt alta, té uns 45 metres, només és més alta la incompleta nau central de la catedral de Beauvais amb una alçada de 48 metres. La construcció és de maó, recobert de marbre de color rosa.
Les teulades, que estan oberts al públic, permeten una observació propera d'algunes escultures de gran qualitat. És molt destacat el bosc de pinacles i capitells que es poden observar des d'aquests. El punt més alt del temple és La Madonnina, obra en coure daurat, de Giuseppe Perego, inaugurada el 1774.

## Principals monuments
L'interior del temple inclou una gran quantitat de monuments i obres d'art, entre les quals s'inclouen: 
- El sarcòfag de l'arquebisbe Alberto da Intimiano.
- El sarcòfag dels arquebisbes Ottone i Giovanni Visconti, construïts al segle xiv.
- El sarcòfag de Marco Carelli, que va donar 35 000 ducats per a la construcció de la catedral.
- Els tres magnífics altars de Pellegrini, que inclouen l'obra de Federico Zuccari Visita de Sant Pere a Santa Àgata empresonada.
- A la part dreta del transsepte, el monument a Gian Giacomo Medici di Marignano, anomenat «Medeghino», obra de Leone Leoni, i l'altar de marbre renaixentista adjacent, decorat amb estàtues daurades de bronze.
- Davant de l'antic mausoleu, es troba l'obra d'art més famosa de la catedral: l'estàtua de Sant Bartomeu, de Marco d'Agrate.
- El presbiteri és una obra mestra tardana del Renaixement —composta pel cor, dues trones amb grans telamons fets de coure i bronze, i dos grans orgues. Al voltant del cor hi ha les portes de les dues sagristies, alguns frescos i una estàtua del papa Martí V, del segle xv, obra de Jacopino da Tradate.
- Al transsepte, el canelobre Trivulzio, que es troba en dues peces: la base (atribuïda a Nicolas de Verdun, del segle xii), caracteritzada per un fantàstic conjunt de vinyes, vegetals i animals imaginaris; i els braços, de mitjan segle xvi.
- Al passadís esquerre es pot veure el monument a Arcimboldo, obra d'Alessi, així com figures d'estil romànic que representen els apòstols en marbre vermell, i el baptisteri neoclàssic, obra de Pellegrini.

## Curiositats
L'any 2009, una rèplica d'aquesta catedral en miniatura va ser usada com a arma llancívola al primer ministre italià Silvio Berlusconi i, després de poques hores des d'aquest incident, la imatge de la catedral ha estat usada com a símbol dels opositors més durs al president.